# Ace五金
Ace五金公司（Ace Hardware）是一家美国五金店連鎖企業，總部位於美国伊利諾伊州奧克布魯克。 
奧克布魯克成立于1924年，前身为Ace Stores，1931 年更名为Ace Hardware Corporation。它在第二次世界大战增长較快，1940年代末至1959年间公司销售额增加了两倍多。截至2019年 ，它在60个国家/地区拥有 5,200 多个銷售網點。Ace在美国有17个配送中心，并在中华人民共和国、巴拿马和阿拉伯联合酋长国设有配送设施。 